# Sunday靚聲王
《Sunday靚聲王》（英語：Sunday Songbird）是一檔由香港電視廣播有限公司製作，主要是以懷舊金曲作為主題的音樂節目，全節目共35集，由鄭少秋、汪明荃、林曉峰主持。本節目於香港時間2015年2月15日起，逢星期日晚21:00至22:00於翡翠台及高清翡翠台播出。本節目於香港時間2015年5月3日起，改為逢星期日晚20:30至21:30於翡翠台及高清翡翠台播映。
此節目雖由無綫電視製作，但節目中亦不時出現亞洲電視的電視劇歌曲，因此節目收視良好，無綫電視決定在2016年拍攝第二輯。

## 節目簡介
節目內容為邀請不同年代的歌手分享與該集主題相關的經典金曲，以及論述一些與該集主題相關的當年趣事為主。

## 每集內容
| 集數 | 播映日期 | 主題                   | 嘉賓 | 歌曲 |
| 01   | 2月15日  | 經典武俠 悠悠我心      | 葉振棠、李龍基、 呂 珊、威 利、 韋綺姍                                                                    | - 書劍恩仇錄—鄭少秋（1976年無綫電視劇《書劍恩仇錄》主題曲） - 萬水千山縱橫—威利、李龍基、葉振棠（1982年無綫電視劇《天龍八部之虛竹傳奇》主題曲，原唱：關正傑） - 春雨彎刀—呂珊（1979年無綫電視劇《刀神》主題曲，原唱：甄妮） - 倆忘煙水裡—李龍基、韋綺姍（1982年無綫電視劇《天龍八部之六脈神劍》主題曲，原唱：關正傑、關菊英） - 問誰領風騷—威利、呂珊（1987年無綫電視劇《成吉思汗》主題曲，原唱：羅文、甄妮） - 太極張三豐—葉振棠（1980年麗的電視劇《太極張三豐》主題曲） - 大內群英—葉振棠（1980年麗的電視劇《大內群英》主題曲） - 小李飛刀—李龍基（1978年無綫電視劇《小李飛刀》主題曲，原唱：羅文） - 倚天屠龍記—鄭少秋（1978年無綫電視劇《倚天屠龍記》主題曲） - 近代豪俠傳—威利（1976年無綫電視劇《近代豪俠傳》主題曲，原唱：關正傑） - 絕代雙驕—呂珊（1979年無綫電視劇《絕代雙驕》主題曲，原唱：羅文） - 世間始終你好—李龍基、呂珊（1983年無綫電視劇《射雕英雄傳之華山論劍》主題曲，原唱：羅文、甄妮） - 天蠶變—葉振棠（1979年麗的電視劇《天蠶變》主題曲，原唱：關正傑）  |
| 02   | 2月22日  | 念念不忘 國語金曲      | 楊 燕、舒雅頌、 呂 珊、方伊琪、 王馨平、曾航生                                                            | - 楚留香—鄭少秋（1979年無綫電視劇《楚留香》主題曲） - 蘋果花—楊燕（原唱：張露） - 春風吻上我的臉—舒雅頌（原唱：姚莉） - 高山青—方伊琪、呂珊、舒雅頌（原唱：張茜西） - 流水年華—王馨平 - 萍聚—呂珊、曾航生 - 卡門—楊燕（原唱：葛蘭） - 海韻—方伊琪（原唱：鄧麗君） - 月亮代表我的心—鄭少秋、王馨平（原唱：陈芬兰） - 愛的禮物—王馨平 - 尋夢園—舒雅頌 - 路邊的野花不要採—方伊琪（原唱：楊燕） - 恭喜恭喜—呂珊（原唱：姚敏、姚莉） |
| 03   | 3月1日   | 戀戀不捨 舊日情歌      | 李國祥、蘇 姍、 韋綺姍、黃山怡、 陳德彰、夏韶聲                                                           | - 愛人結婚了—鄭少秋 - 相思風雨中—蘇姍、李國祥（原唱：張學友、湯寶如） - 夢伴—韋綺姍、蘇姍、黃山怡（原唱：梅艷芳） - 餘情未了—李國祥 - 赤的疑惑—韋綺姍（原唱：梅艷芳） - 誰可改變—陳德彰（原唱：譚詠麟） - 夜機—黃山怡（原唱：陳慧嫻） - 結他低泣時—夏韶聲 - 像霧像電像春雷—鄭少秋（原唱：鄭少秋、張天愛） - 難得有情人—蘇姍、韋綺姍（原唱：關淑怡） - 愛的呼喚—李國祥、陳德彰（原唱：郭富城） - 每天愛你多一些—黃山怡（原唱：張學友） - 愛情陷阱—李國祥、蘇姍、韋綺姍、黃山怡、陳德彰（原唱：譚詠麟） |
| 04   | 3月8日   | 滔滔不絕 論盡黃霑      | 杜麗莎、華 娃、 李龍基、區瑞強、 林一峰、林二汶、 胡 琳、袁麗嫦                                           | - 笑看風雲—鄭少秋（1994年無綫電視劇《笑看風雲》主題曲） - 晚風—華娃（1984年香港電影《上海之夜》主題曲，原唱：葉蒨文） - 問我—林一峰、林二汶（1976年香港電影《跳灰》插曲，原唱：陳麗斯） - 仍然記得嗰一次—杜麗莎、林一峰（原唱：杜麗莎） - 親情—杜麗莎、林一峰（1980年無綫電視劇《親情》主題曲，原唱：羅文） - 童年—區瑞強 - 我是痴情無限—華娃、林二汶（原唱：關菊英） - 忘記他—胡琳（原唱：鄧麗君） - 獅子山下—李龍基（1972年香港電台電視劇《獅子山下》主題曲，原唱：羅文） - 鱷魚淚—袁麗嫦（1978年麗的電視劇《鱷魚淚》主題曲） - 輪流轉—鄭少秋（1980年無綫電視劇《輪流傳》主題曲） - L-O-V-E Love—全場歌手（1975年香港電影《大家樂》插曲，原唱：溫拿樂隊） |
| 05   | 3月15日  | 人人愛唱 別人的歌      | 倫永亮、戴蘊慧、 莫鎮賢、泳 兒、 蔡立兒、夏韶聲                                                           | - 明星—鄭少秋（1975年佳藝電視劇《明星》主題曲，原唱：張瑪莉） - 蔓珠莎華—戴蘊慧（原唱：梅艷芳） - 婚紗背後—倫永亮（1986年無綫電視劇《流氓大亨》插曲，原唱：徐小鳳） - 容易受傷的女人—泳兒（原唱：王菲） - 最愛是誰—莫鎮賢（1986年香港電影《最愛》主題曲，原唱：林子祥） - 聽不到的說話—夏韶聲（原唱：呂方） - 從今以後—倫永亮（原唱：陳百強） - 難忘您—蔡立兒（原唱：許冠傑） - 九百九十九朵玫瑰—鄭少秋（原唱：邰正宵） - 風繼續吹—泳兒（原唱：張國榮） - 讓一切隨風—莫鎮賢（原唱：鍾鎮濤） - 風的季節—全場歌手（原唱：徐小鳳） |
| 06   | 3月22日  | 粵語金曲 代代傳唱      | 陳浩德、方伊琪、 鄭錦昌、鄭世豪、 鍾舒祺、鍾舒漫                                                          | - 幾度夕陽紅—鄭少秋（原唱：鄭錦昌） - 悲秋風—陳浩德（原唱：鄭少秋） - 俏大姊—陳浩德、方伊琪 - 笑看風雲—鄧紫棋（1994年無綫電視劇《笑看風雲》主題曲，原唱：鄭少秋，以短片播出） - 唐山大兄—鄭錦昌 - 十一哥—鄭錦昌 - 榴槤飄香—方伊琪、鍾舒祺（原唱：林鳳） - 一水隔天涯—鍾舒漫（原唱：韋秀嫻） - 禪院鐘聲—鄭錦昌、鄭世豪 - 勁草嬌花—陳浩德（1962年商業電台廣播劇《勁草嬌花》主題曲，原唱：莫佩雯） - 舊歡如夢—鄭錦昌、陳浩德、鄭世豪（原唱：譚炳文） - 天涯孤客—鄭少秋（原唱：鄭少秋、珍珍、珮珮） - Happy Birthday to You—全場歌手 - 飲勝—全場歌手（1981年無綫電視劇《流氓皇帝》插曲，原唱：鄭少秋） |
| 07   | 3月29日  | 年年此際 憶張國榮      | 陳潔靈、麥潔文、 鄭敬基、商天娥、 側 田、狄易達、 林奕匡、Super Girls                                     | - 當年情—鄭少秋（1986年香港電影《英雄本色》主題曲，原唱：張國榮） - 誰令你心痴—陳潔靈（原唱：張國榮、陳潔靈） - 只怕不再遇上—陳潔靈（原唱：張國榮、陳潔靈） - 今生今世—麥潔文（原唱：張國榮） - Miracle—麥潔文、林奕匡（原唱：張國榮、麥潔文） - 斷—麥潔文 - Stand Up—狄易達（原唱：張國榮） - 戀愛交叉—Super Girls（原唱：張國榮） - Monica—狄易達、Super Girls（原唱：張國榮） - 打開信箱—鄭敬基（原唱：張國榮） - 為妳鍾情—商天娥（1985年香港電影《為你鍾情》主題曲，原唱：張國榮） - 追—側田（1994年香港電影《金枝玉葉》主題曲，原唱：張國榮） - 有誰共鳴—鄭少秋（原唱：張國榮） - 全賴有你—全場歌手（原唱：張國榮） |
| 08   | 4月5日   | 中英名曲 娓娓唱來      | 杜麗莎、賈思樂、 露雲娜、C AllStar                                                                        | - 熱情的沙漠—鄭少秋（原唱：歐陽菲菲） - 眉頭不再猛皺—杜麗莎、C AllStar（原唱：杜麗莎） - 假如—杜麗莎 - Love Me Tender—杜麗莎、賈思樂（原唱：埃爾維斯·皮禮士利） - 冰封的心—賈思樂（原唱：陳百強） - Vincent—杜麗莎（原唱：唐·麥克林） - 夕陽無限好—杜麗莎（原唱：陳奕迅） - How Deep Is Your Love—杜麗莎、C AllStar（原唱：比吉斯） - 荳芽夢—露雲娜 - I Can't Take My Eyes Off Of You—杜麗莎、露雲娜、賈思樂（原唱：男鎮幫） - 今宵多珍重—鄭少秋（原唱：陳百強） - Kowloon Hong Kong—全場歌手（原唱：The Reynettes） |
| 09   | 4月12日  | 劇集歌曲 「荃荃」放送  | 周志文、周志康、 陳國峰、謝東閔                                                                           | - 烽火飛花—鄭少秋 - 風箏樂—周志文、周志康、陳國峰、謝東閔 （原唱：汪明荃、黃宇瀚） - 撲蝶—汪明荃 - 京華春夢—汪明荃 - 金絲雀—周志文、周志康、陳國峰、謝東閔 - 許願—汪明荃 - 郎歸晚—汪明荃 - 用愛將心偷—汪明荃 - 華麗轉身—汪明荃 - 閃爍登場—汪明荃 - 愛你一生一世—汪明荃 - 紫釵恨—鄭少秋、汪明荃 - 萬水千山總是情—全場歌手（原唱：汪明荃） |
| 10   | 5月3日   | 城市民歌 聲聲沁心      | 林志美 | - 浪子心聲—鄭少秋（原唱：許冠傑） - 你的眼神—林志美 - 初戀—林志美 - 雨夜鋼琴—林志美 - 感情的段落—林志美 - 偶遇—林志美 - 愛不完—林志美（原唱：劉德華） - 一生不變—林志美（原唱：李克勤） - 在水中央—鄭少秋（原唱：林子祥） |
| 11   | 5月10日  | 心心相印 合唱情歌      | 蔣志光、韋綺姍、 湯寶如、關楚耀、 彭健新、林欣彤、 馮允謙、文佩玲、 胡渭康                                | - 圓月彎刀—汪明荃、鄭少秋（原唱：羅文、汪明荃） - 相逢何必曾相識—蔣志光、韋綺姍 - 停不了的愛—湯寶如、彭健新（原唱：彭健新、雷安娜） - 感冒—湯寶如、關楚耀 (原唱：湯寶如) - 相思風雨中—湯寶如、蔣志光（原唱：張學友、湯寶如） - 現代愛情故事—林欣彤、馮允謙（原唱：張智霖、許秋怡） - 愛全為你—文佩玲、胡渭康（原唱：杜德偉、文佩玲） - 二等良民—彭健新、胡渭康（原唱：彭健新） - 一段情—彭健新、關楚耀（1983年香港電影《表錯七日情》主題曲，原唱：鍾鎮濤、彭健新） - 愛在心內暖—鄭少秋、韋綺姍（1981年無綫電視劇《流氓皇帝》插曲，原唱：鄭少秋、李芷苓） - 朋友—全場歌手（原唱：譚詠麟） |
| 12   | 5月17日  | 個個皆有 首本金曲      | 王馨平、葉振棠、 陳美玲、區瑞強、 陳迪匡、陸 寶                                                           | - 做人愛自由—鄭少秋（1981年無綫電視劇《流氓皇帝》主題曲） - 別問我是誰—王馨平 - 相識在童年—區瑞強 - 陌上歸人—區瑞強 - 漁火閃閃—區瑞強 - 傷心的小鸚鵡—陳迪匡 - 那天再重聚—區瑞強、陳迪匡（1982年無綫電視劇《愛情安歌》主題曲，原唱：區瑞強） - 戲劇人生—葉振棠（1980年麗的電視劇《浮生六劫》插曲） - 忘盡心中情—葉振棠（1982年無綫電視劇《蘇乞兒》主題曲） - 難為正邪定分界—葉振棠、陸寶（1982年無綫電視劇《飛越十八層》主題曲，原唱：葉振棠、麥志誠） - 如果—陈美玲 - 欲斷難斷—陈美玲 - 決戰前夕—鄭少秋（1977年無綫電視劇《陸小鳳之決戰前後》插曲） - 熱咖啡—全場歌手（原唱：汪明荃） |
| 13   | 5月31日  | 柔柔古韻 盡在小調      | 劉鳳屏、柳影虹、 陳浩德、李龍基、 麗莎                                                                    | - 熊熊聖火—鄭少秋（1978年無綫電視劇《倚天屠龍記》插曲） - 紅豆相思—劉鳳屏 - 寒傲似冰—李龍基（原唱：蔡國權） - 少女慈禧—柳影虹（1983年亞洲電視劇《少女慈禧》主題曲） - 舊夢不須記—陳浩德（原唱：雷安娜） - 醉紅塵—李龍基、陳浩德、林曉峰（原唱：關正傑） - 相思淚—麗莎 - 百花亭之戀—麗莎 - 快樂伴侶—麗莎、陳浩德（原唱：陳浩德、薰妮） - 換到千般恨—柳影虹（1979年麗的電視劇《天蠶變》插曲） - 斷腸紅—劉鳳屏（原唱：吳鶯音） - 留香恨—鄭少秋（1979年無綫電視劇《楚留香》插曲） - 情花開—全場歌手（原唱：陳齊頌） |
| 14   | 6月7日   | 菊姐唱歌 句句繞樑      | 關菊英、馬浚偉、 伍衛國                                                                                   | - 倆忘煙水裡—鄭少秋、關菊英（1982年無綫電視劇《天龍八部之六脈神劍》主題曲，原唱：關菊英、關正傑） - 初相見—關菊英、伍衛國（1975年無綫電視劇《小婦人》主題曲） - 田園春夢—關菊英、伍衛國（1975年無綫電視劇《巫山盟》插曲） - 雲河—伍衛國 - 永遠守着他—關菊英、汪明荃 - 偷偷摸摸—關菊英、汪明荃 - 夢—關菊英 (1961年邵氏电影《不了情》之插曲，顾嘉煇第一首作品；原唱：顾媚) - 只有情永在—關菊英、馬浚偉（1986年無綫電視劇《賊公阿牛》主題曲；原唱：張學友、鄺美雲） - 樓台會—關菊英、馬浚偉（1977年無綫電視劇《民間傳奇之梁山伯與祝英台》主題曲；原唱：關菊英、羅文） - 親密愛人—馬浚偉（原唱：梅艷芳） - 狂潮—關菊英（1976年無綫電視劇《狂潮》主題曲） - 過客—關菊英（1981年無綫電視劇《過客》主題曲） - 戲鳳—鄭少秋、關菊英（1977年無綫電視劇《民間傳奇之江山美人》插曲） - 事事未滿足—全場歌手（1976年無綫電視劇《書劍恩仇錄》插曲，原唱：關菊英） |
| 15   | 6月14日  | 黃梅小調 琅琅上口      | 楊燕、曉華、 劉雅麗、奚秀蘭、 凌波、華娃                                                                  | - 江山美人—鄭少秋 - 戲鳯—楊燕、曉華、劉雅麗 - 九個郎—奚秀蘭 - 十八相送—凌波、汪明荃 (1961年電影《梁山伯與祝英台》主題曲，原唱：凌波、靜婷) - 明月千里寄相思—奚秀蘭 - 訪英台—凌波 - 董小宛之惜別—華娃 - 三年—楊燕 - 三笑姻緣—鄭少秋 - 偷偷摸摸—全場歌手 |
| 16   | 6月21日  | 齊齊回味 登台往事      | Maria Cordero、 李麗霞、蘇姍、 張立基、方麗盈                                                             | - 肥媽 Maria Cordero 送上多首金曲：義海豪情、上海灘、醉紅塵、飲勝、萬水千山緃橫 - 傷感雨天—方麗盈 - 憑著愛—李麗霞 - 肥媽、黑妹、蘇姍好歌連環唱：問誰領風騒、郊道、願世間有青天 - Greatest Love of All—蘇姍 - Electric Girl—張立基 - Mama I Love You—Maria Cordero - 肥媽、黑妹、蘇姍大玩鬥唱歌遊戲：More Than I Can Say/愛在心裡口難開、偷偷摸摸、甜蜜蜜、月亮代表我的心、荷花香、今宵多珍重、夜來香 - 歲月無情—鄭少秋（1992年無綫電視劇《大時代》主題曲） - 友誼之光—全場歌手（原唱：Maria Cordero） |
| 17   | 6月28日  | Chan Chan歌聲 靈動在心 | 陳潔靈、譚偉權、 劉雅麗、鄧小巧                                                                           | - 飲勝—鄭少秋 - 今晚夜—陳潔靈 - 當天那真我—陳潔靈 - 無言地等—陳潔靈 - 你為了愛情—陳潔靈、劉雅麗 - 我和春天有個約會—劉雅麗 - 只怕不再遇上—陳潔靈、譚偉權（原唱：張國榮、陳潔靈） - 心仍是冷—陳潔靈、鄧小巧（原唱：倫永亮、梅艷芳） - 雙星情歌—陳潔靈（原唱：許冠傑） - 千個太陽—陳潔靈、鄭少秋（原唱：葉德嫻、陳潔靈） - 每一個晚上—全場歌手（原唱：林子祥） |
| 18   | 7月5日   | 種種劇集 靚歌相襯      | 胡渭康、威利、 戴蘊慧、文佩玲、 韋綺姍、李國祥、 李樂詩、胡鴻鈞、 許廷鏗、林師傑、 羅鈞滿                 | - 銀河—汪明荃（2015年無綫電視劇《華麗轉身》插曲） - 伴我啟航—胡渭康、林師傑、羅鈞滿（1984年無綫電視劇《新紮師兄》主題曲，原唱：小虎隊（香港）） - 胸懷大志一威利（1982年無綫電視劇《獵鷹》主題曲） - 心債—戴蘊慧（1982年無綫電視劇《香城浪子》主題曲，原唱：梅艷芳） - 錯在情多一文佩玲 （1987年無綫電視劇《男兒本色》主題曲） - 愛定你一個一韋綺姍（1982年無綫電視劇《播音人》主題曲，原唱：甄妮） - 化蝶—胡鴻鈞（2013年無綫電視劇《師父·明白了》插曲) - 一生何求一李國祥（1989年無綫電視劇《義不容情》主題曲，原唱：陳百強） - 人在旅途灑淚時一李國祥、文佩玲（1980年麗的電視劇集《人在江湖》插曲，原唱：關正傑、雷安娜） - 網中人一戴蘊慧、韋綺姍（1979年無綫電視劇《網中人》主題曲，原唱：張德蘭） - 無悔愛你一生-李樂詩（1995-1999年無綫電視劇《真情》主題曲) - 護航一許廷鏗（2014年電視劇《西遊記》片尾曲） - 無敵是最寂寞一鄭少秋（1978年無綫電視劇《一劍鎮神州》主題曲) - 皆大歡喜—全場歌手（2001年無綫電視劇《皆大歡喜》主題曲，原唱：薛家燕）                        |
| 19   | 7月19日  | 抒情之音 「呂呂」不絕  | 呂方、吳國敬、 J.Arie、沈震軒、 C AllStar                                                                 | - 黃帝子孫—鄭少秋 - 彎彎的月亮—呂方 - 只因我太痴—呂方 - 你令我快樂過—呂方、吳國敬（原唱：呂方） - 求你講清楚—C AllStar（原唱：呂方） - 沙沙的雨—呂方、C AllStar（原唱：呂方、倫永亮） - 聽不到的說話—J.Arie、沈震軒（原唱：呂方） - 流浪花—J.Arie、沈震軒（原唱：呂方） - 我說過要你快樂—吳國敬 - 從未如此深愛過—呂方 - 火燒圓明園—鄭少秋 - 每段路—全場歌手（原唱：呂方） |
| 20   | 7月26日  | 芸芸天籟 獨賞冠廷      | 盧冠廷、林二汶、 Robynn & Kendy、 蘇德華、鄧建明                                                          | - 天籟...星河傳說—鄭少秋（原唱：關正傑） - 天鳥—盧冠廷 - 但願人長久—盧冠廷 - 最愛是誰—盧冠廷、林二汶（1986年香港電影《最愛》主題曲，原唱：林子祥） - 憑著愛—盧冠廷、林二汶（電影《群龍戲鳳》主題曲，原唱：蘇芮） - 快樂老實人—盧冠廷（電影《1/2段情》主題曲） - 坭路上—Robynn & Kendy（原唱：盧業媚） - 我會掛念你—盧冠廷、Robynn & Kendy（原唱：陳慧琳） - 長伴千世紀—盧冠廷、蘇德華、鄧建明 (原唱：陳百強) - 人間天堂—盧冠廷、蘇德華、鄧建明 - 陪著你走—盧冠廷 - 一生所愛—盧冠廷 - 胭脂扣—鄭少秋 (原唱：梅艷芳) |
| 21   | 8月2日   | 鬼才之詞 字字珠璣      | 王馨平、陳美玲、 鄭俊弘、陳柏宇、 麥潔文、張崇基、 張崇德、林奕匡                                         | - 誓不低頭—鄭少秋（1988年無綫電視劇《誓不低頭》主題曲） - 眼淚為你流—王馨平（原唱：陳百強） - 信—陳美玲（原唱：翁倩玉） - 漣漪—鄭俊弘（原唱：陳百強） - 偏偏喜歡你—陳柏宇（原唱：陳百強） - 路黑山高錫人夜—麥潔文 - 勁舞Dancing Queen—麥潔文 - 每天愛你多一些—張崇基、張崇德（原唱：張學友） - 天下無雙—張崇基、張崇德（原唱：陳奕迅） - 愛是永恆—林奕匡（原唱：張學友） - 愛痕—陳美玲 - 等—陳美玲、陳柏宇（原唱：陳百強） - 世間始終你好—鄭少秋、王馨平（原唱：羅文、甄妮） |
| 22   | 8月16日  | 女人情歌 款款愛情      | 彭家麗、李麗蕊、 方伊琪、糖妹、 SIS樂印姊妹、 鄭世豪、胡鴻鈞                                              | - 抱緊眼前人—鄭少秋（1997年無綫電視劇《大鬧廣昌隆》主題曲，原唱：梅艷芳） - 是不是這樣的夜晚你才會這樣的想起我—彭家麗 - 情義兩心堅—方伊琪（1983年無綫電視劇《神鵰俠侶》插曲，原唱：張德蘭） - 將冰山劈開—鄭世豪（原唱：梅艷芳） - 擋不住的風情—李麗蕊、方伊琪（原唱：葉玉卿） - 最後一夜—李麗蕊（原唱：劉美君） - 痴情意外—SIS樂印姊妹（原唱：陳慧嫻） - 玻璃窗的愛—糖妹（原唱：陳慧嫻） - 甜蜜蜜—糖妹、SIS樂印姊妹（原唱：鄧麗君） - 如夢初醒—胡鴻鈞（原唱：彭羚） - 從不喜歡孤單一個—彭家麗、胡鴻鈞（原唱：彭家麗、蘇永康） - 分飛燕—鄭少秋、李麗蕊（原唱：甄秀儀、陳浩德） - 千千闋歌—全場歌手（原唱：陳慧嫻） |
| 23   | 8月23日  | 洗洗耳仔 聽葉麗儀      | 葉麗儀、葉振棠、 陆宝                                                                                     | - 陸小鳳—鄭少秋（1976年無綫電視劇《陸小鳳》主題曲） - 女黑俠木蘭花—葉麗儀（1981年無綫電視劇《女黑俠木蘭花》主題曲） - 紅顏—葉麗儀 - 願你待我真我好—葉麗儀、葉振棠 - 笑傲江湖—葉麗儀、葉振棠（1984年無綫電視劇《笑傲江湖》主題曲） - 我有一段情—葉麗儀、陸寶 - 夜來香—葉麗儀（原唱：李香蘭） - 萬般情—葉麗儀（1980年無綫電視劇《上海灘續集》主題曲） - 上海灘龍虎鬥—葉麗儀（1981年無綫電視劇《上海灘龍虎鬥》主題曲） - 上海灘—葉麗儀（1980年無綫電視劇《上海灘》主題曲） - 時間都去哪兒了—葉麗儀（粵語版，改編自王錚亮原唱的同名歌曲） - 誓要入刀山—鄭少秋 - 說不出的快活—群星 |
| 24   | 9月6日   | 電影金曲 歷歷在耳      | 張麗瑾、洪卓立、 林欣彤、陳浩德、 羅鈞滿、鄭世豪、 鄭丹瑞、袁鳳瑛、 李健達                                | - 滄海一聲笑—鄭少秋（1990年香港電影《笑傲江湖》主題曲，原唱：許冠傑） - 滾滾紅塵—袁鳳瑛（1990年電影《滾滾紅塵》主題曲粵語版） - 天若有情—袁鳳瑛（1990年香港電影《天若有情》主題曲） - 也許不易—李健達（1989年香港電影《阿郎的故事》插曲） - 黎明不要來—張麗瑾（1987年香港電影《倩女幽魂》插曲，原唱：葉蒨文） - 留給最愛的說話—張麗瑾、鄭丹瑞 - 酒矸倘賣無—林欣彤（1983年台灣電影《搭錯車》主題曲，原唱：蘇芮） - 幻影—洪卓立（1983年香港電影《陰陽錯》主題曲，原唱：譚詠麟） - 天才白痴夢—陳浩德（1975年香港電影《天才與白痴》插曲，原唱：許冠傑） - 最佳拍檔—羅鈞滿、鄭世豪（1982年香港電影《最佳拍檔》主題曲，原唱：許冠傑） - 半斤八兩—陳浩德、羅鈞滿、鄭世豪（1976年香港電影《半斤八兩》主題曲，原唱：許冠傑） - 請跟我來—袁鳳瑛、李健達（1983年台灣電影《搭錯車》插曲，原唱：蘇芮、虞戡平） - 摘星—鄭少秋（1993年電影《畫皮之陰陽法王》主題曲粵語版） - 莫負青春—群星（1966年香港電影《彩色青春》插曲，原唱：陳寶珠）                                                    |
| 25   | 9月13日  | DJ歌手 把把靚聲        | 羅孝勇、周志康、 林師傑、曾路得、 賈思樂、歐陽德勛、 梁雨恩、李麗蕊、 鄭俊弘、鄭子誠                      | - RADIO好知己—羅孝勇、周志康、林師傑（原唱：許冠傑） - 鐵塔凌雲—鄭少秋（原唱：許冠傑） - 風裡的繽紛—曾路得 - 驟雨中的陽光—曾路得 - 風箏—曾路得 - 絕對空虛—羅孝勇、周志康、林師傑（原唱：蔡楓華） - 也許—賈思樂（原唱：何家勁） - 情未了—歐陽德勛、梁雨恩（原唱：周慧敏、黃凱芹） - 戀愛預告—歐陽德勛（原唱：林珊珊） - 冷雨—李麗蕊（原唱：錢錢） - 那一天—曾路得、鄭俊弘（原唱：曾路得） - Don't Know Why—曾路得、羅孝勇（原唱：Norah Jones） - The Way We Were—賈思樂（原唱：Barbra Streisand） - 天各一方—曾路得、鄭子誠（原唱：曾路得、俞琤） - 冬戀—鄭少秋 - 願—群星（原唱：曾路得） |
| 26   | 9月20日  | 中詞西曲 洋洋混唱      | 胡蓓蔚、Joe Junior、 Christine Samson、 Anders Nelsson、 大AL、蘇姍、 D'Topnotes、苗可秀、 羅孝勇、譚嘉儀 | - 今夜/Tonight, I celebrate my love—鄭少秋、胡蓓蔚 - 星座之聲/Look for a star—Joe Junior、Christine Samson、Anders Nelsson（1976年香港電影《星座奇趣錄》主題曲，原唱：玉石樂隊） - 浪子心聲/Drifter's Song—Joe Junior（原唱：許冠傑） - 佛跳牆/Don't Be Cruel—大AL（原唱：許冠傑） - 加價熱潮/Rock Around The Clock—大AL（原唱：許冠傑） - 沒有你還是愛你/Promise Me—胡蓓蔚（原唱：林憶蓮） - 千個太陽/I Sing The Body Electric—胡蓓蔚、蘇姍（原唱：陳潔靈、葉德嫻） - Sad Movies—D'Topnotes - Daddy's Home—D'Topnotes - 給我一個吻/Seven Lonely Days—D'Topnotes - Quizas Quizas Quizas—D'Topnotes - 常在我心間/Always On My Mind—Joe Junior、苗可秀（原唱：關正傑、黃露儀） - 相對無言/Today—Joe Junior、苗可秀（原唱：關正傑） - 失業生/Scarborough Fair—羅孝勇、譚嘉儀（原唱：陳百強） - 壞女孩/Strut—蘇姍（原唱：梅艷芳） - Kiss Me Goodbye—Joe Junior - More Than I Say—Anders Nelsson（以英語瑞典語國語粵語混唱） - 如在夢中/Somewhere In Time—鄭少秋 - Stand By Me—群星 |
| 27   | 9月27日  | 咪咪放送 酒廊金曲      | 朱咪咪、譚炳文、 莫翰、王祖藍                                                                             | - 哥愛妹始終一樣—鄭少秋 - 情人的眼淚—朱咪咪（原唱：潘秀瓊） - 舊歡如夢—譚炳文 - 你回來吧—譚炳文、朱咪咪（原唱：譚炳文、李香琴） - 小李飛刀—莫翰（原唱：羅文） - 戲鳳—朱咪咪、莫翰（原唱：靜婷、江宏） - 婚紗背後—朱咪咪（原唱：徐小鳳） - 風的季節—朱咪咪（原唱：徐小鳳） - 香港靚女多—朱咪咪、王祖藍（原唱：甄秀儀、櫻花） - 我的心裡沒有他—王祖藍（原唱：靜婷） - 舞女—汪明荃（原唱：陳小雲） - 鐵血丹心—鄭少秋、朱咪咪（原唱：羅文、甄妮） - 喜氣洋洋—群星（原唱：徐小鳳） |
| 28   | 10月4日  | 句句直訴 鄉土「龍」情  | 張明敏、張崇基、 張崇德、許秋怡、 胡琳、何雁詩                                                            | - 對面的女孩看過來—鄭少秋（原唱：任賢齊） - 我是中國人—張明敏（原唱：鳳飛飛） - 龍的傳人—張明敏（原唱：李建復） - 爸爸的草鞋—張明敏（原唱：潘安邦） - 雞公仔—何雁詩 - 小村之戀—胡琳 （原唱：鄧麗君） - 鄉間的小路—何雁詩、胡琳 （原唱：葉佳修） - 瀟灑走一回—許秋怡 （原唱：葉蒨文） - 似是故人來—許秋怡 （原唱：梅艷芳） - 紅棉—張崇基、張崇德 （原唱：羅文） - 中國夢—張崇基、張崇德 （原唱：羅文） - 我的中國心—張明敏 - 勇敢的中國人—汪明荃 - 黃河的呼喚—鄭少秋 - 中華民族—群星（原唱：張明敏；改編自費玉清原唱的《中華民國頌》） |
| 29   | 10月11日 | 懷舊國粵 裊裊餘音      | 鄭錦昌、麗莎、 華娃、李龍基、 姚兵                                                                        | - 男兒志在四方—鄭少秋 - 鴛鴦江—鄭錦昌 - 平湖秋月—鄭錦昌、麗莎（原唱：張德蘭） - 芸娘—華娃 - 啼笑姻緣—麗莎（原唱：仙杜拉） - 海上風光—鄭錦昌、李龍基（原唱：鄭錦昌） - 可愛的人生—姚兵（原唱：青山） - 午夜香吻—姚兵 - 四季歌—華娃（原唱：周璇） - 明日天涯—李龍基（原唱：羅文） - 幾度夕陽紅—鄭錦昌 - 玉女情潮—麗莎 - 情未了—鄭少秋 |
| 30   | 10月18日 | 阿Lam開騷 「祥祥」精彩 | 林子祥、鄧建明、 雷有輝、徐日勤                                                                           | - 最愛是誰—鄭少秋（1986年香港電影《最愛》主題曲，原唱：林子祥） - 男兒當自強—林子祥 - 阿里巴巴—林子祥 - 數字人生—林子祥 - 丫嗚婆—林子祥 - 抉擇—林子祥（1979年無綫電視劇《抉擇》主題曲） - 願世間有青天—林子祥（1993年華視電視劇《包青天》主題曲） - 真的漢子—林子祥、鄧建明、雷有輝（1988年無綫電視劇《當代男兒》主題曲） - 仍然記得嗰一次—林子祥（原唱：杜麗莎） - 零時十分—林子祥（原唱：葉蒨文） - 分分鐘需要你—林子祥、汪明荃（原唱：林子祥） - 幾段情歌—林子祥、徐日勤鋼琴演奏（1983年香港電影《我愛夜來香》插曲） - 似夢迷離—林子祥、徐日勤鋼琴演奏（1990年香港電影《一咬OK》主題曲） - 粵唱越響—林子祥 - Ah Lam日記—林子祥、鄭少秋（原唱：林子祥） |
| 31   | 10月25日 | 側耳「伶」聽 松之音      | 陳松伶、于天龍、 譚嘉儀、林師傑、 周志康                                                                  | - 秋風松樹寄知音—鄭少秋、陳伶 - 天涯歌女—陳伶（1989年無綫電視劇《天涯歌女》插曲） - 夜上海—陳伶（國語原唱：周璇） - 零時十分—陳伶（原唱：葉蒨文） - 為什麼—陳伶（原唱：盧業媚） - 詠梅—陳伶（原唱：關正傑） - 印象—陳伶、天龍小提琴演奏（原唱：許冠傑） - さよならの向う側—陳松伶、于天龍（原唱：山口百惠） - 等—陳伶、天龍（原唱：陳百強） - 千言萬語—陳伶（原唱：鄧麗君） - 我只在乎你—陳伶（原唱：鄧麗君） - 償還—陳伶（原唱：鄧麗君） - 愛人—陳伶（原唱：鄧麗君） - 甜蜜蜜—陳伶（原唱：鄧麗君） - 月兒彎彎照九州—汪明荃、陳松伶（國語原唱：徐小鳳） - 小時候—譚嘉儀（經典兒歌） - 跳飛機—林師傑（經典兒歌） - 香蕉船—周志康（經典兒歌） - 430穿梭機—譚嘉儀、林師傑、周志康（原唱：林子祥） - 小白船—陳伶 - 相聚一刻—陳伶 - 烏卒卒—陳伶 - 從不放棄—鄭少秋（1996年無綫電視劇《天地男兒》主題曲） - 乘風破浪—全場歌手（1975年無綫電視劇《乘風破浪》主題曲，原唱：楊詩蒂） |
| 32   | 11月8日  | 凱芹傳情 絲絲入扣      | 黃凱芹、蘇德華、 王 憓                                                                                    | - 大報復—鄭少秋（1977年無綫電視劇《大報復》主題曲） - 情深緣淺—黃凱芹 - 傷感的戀人—黃凱芹 - 並蒂花—汪明荃、黃凱芹（1977年無綫電視劇《民間傳奇之帝女花》主題曲，原唱：汪明荃、羅文） - 忘情水—黃凱芹（原唱：劉德華） - 哪有一天不想你—黃凱芹（原唱：黎明） - 祇想一生跟你走—黃凱芹（原唱：張學友） - 忘盡心中情—黃凱芹、蘇德華結他演奏（原唱：葉振棠） - 愛你變成害你—汪明荃（1972年音樂劇《白孃孃》主題曲，原唱：潘迪華） - 我是癡情無限—黃凱芹、王憓二胡演奏（原唱：關菊英） - 晚秋—黃凱芹、王憓二胡演奏 - 決戰前夕—鄭少秋、黃凱芹（1977年無綫電視劇《陸小鳳之決戰前後》插曲，原唱：鄭少秋） |
| 33   | 11月15日 | 嬌嬌嗲聲 迷倒眾生      | 劉鳳屏、鄧佩儀、 梁皓筠                                                                                   | - 留香曲—鄭少秋 - 好春宵—劉鳳屏 - 岷江夜曲—劉鳳屏 - 山前山後百花開—劉鳳屏 - 紅燭淚—劉鳳屏 - 思念—劉鳳屏 - 金絲雀—汪明荃、劉鳳屏 - Tonight—劉鳳屏 - I Could Have Danced All Night—劉鳳屏 - 甜蜜蜜—劉鳳屏、鄧佩儀、梁皓筠 - 恨不相逢未嫁時—汪明荃 - 刻骨相思—劉鳳屏 - 採紅菱—鄭少秋、劉鳳屏 - 快回頭望一望—群星 |
| 34   | 11月22日 | 溫拿精神 久久凝聚      | 溫拿樂隊                                                                                                  | - 溫拿精神—溫拿 - 玩啦—溫拿 - 曲中情—溫拿 - 鍾意就鍾意—溫拿 - He Ain't Heavy, He's My Brother—溫拿 - My Fair Share—溫拿 - Love Will Keep Us Alive—溫拿 - I Want It That Way—溫拿 - Band On the Run—溫拿 - Marry You—溫拿 - 那些年—鍾鎮濤（2011年台灣電影《那些年，我們一起追的女孩》主題曲，原唱：胡夏） - 借來的美夢—彭健新 - 難捨難分—譚詠麟 - 水中花—鄭少秋、譚詠麟、鍾鎮濤（原唱：譚詠麟） - 纖夫的愛—汪明荃、鄭少秋、溫拿 - 無情的情書—溫拿 - 只有知心一個—譚詠麟（1975年香港電影《大家樂》插曲） - 今天我非常寂寞—鍾鎮濤（1975年香港電影《大家樂》插曲） - 不可以逃避—譚詠麟、鍾鎮濤（電影《追趕跑跳碰》插曲，原唱：譚詠麟） - 讓一切隨風—鍾鎮濤、譚詠麟（電影《一妻兩夫》主題曲，原唱：鍾鎮濤） - L-O-V-E Love—溫拿 - Sha La La La—溫拿 - 陪著她—溫拿 - 友情樂章—汪明荃、鄭少秋 - 千載不變—群星（原唱：溫拿） |
| 35   | 11月29日 | 集集靚聲 止於安娜      | 雷安娜、鄭世豪、邵珮詩、許家傑、胡渭康                                                                    | - 人在旅途灑淚時—鄭少秋、雷安娜（1980年麗的電視劇《人在江湖》插曲，原唱：關正傑、雷安娜） - 彩雲曲—雷安娜（1982年香港電影《彩雲曲》主題曲） - 別了憂鬱 Johnny Blue—雷安娜 - 音樂劇，主演：邵珮詩、許家傑 - 暫別—雷安娜、鄭世豪 (原唱：雷安娜、譚詠麟) - 無奈我心亂如麻—雷安娜 - 停不了的愛—雷安娜、胡渭康 - 我只在乎你—雷安娜（原唱：鄧麗君） - 高山青—雷安娜 - 午夜香吻—雷安娜 - 舊夢不須記—雷安娜 - 但願人長久—汪明荃 - 難忍別離淚—鄭少秋 - 愛在心內暖—汪明荃、鄭少秋 (原唱：李芷苓、鄭少秋) |

## 收視
以下為本節目於香港無綫電視翡翠台、高清翡翠台之收視紀錄：
| 集數 | 日期           | 平均收視 |
| ---- | -------------- | -------- |
| 01   | 2015年2月15日  | 20點     |
| 02   | 2015年2月22日  | 18點     |
| 03   | 2015年3月1日   | 20點     |
| 04   | 2015年3月8日   | 20點     |
| 05   | 2015年3月15日  | 19點     |
| 06   | 2015年3月22日  | 21點     |
| 07   | 2015年3月29日  | 21點     |
| 08   | 2015年4月5日   | 17點     |
| 09   | 2015年4月12日  | 19點     |
| 10   | 2015年5月3日   | 20點     |
| 11   | 2015年5月10日  | 21點     |
| 12   | 2015年5月17日  | 20點     |
| 13   | 2015年5月31日  | 22點     |
| 14   | 2015年6月7日   | 21點     |
| 15   | 2015年6月14日  | 21點     |
| 16   | 2015年6月21日  | 25點     |
| 17   | 2015年6月28日  | 22點     |
| 18   | 2015年7月5日   | 23點     |
| 19   | 2015年7月19日  | 21點     |
| 20   | 2015年7月26日  | 21點     |
| 21   | 2015年8月2日   | 20點     |
| 22   | 2015年8月16日  | 19點     |
| 23   | 2015年8月23日  | 21點     |
| 24   | 2015年9月6日   | 20點     |
| 25   | 2015年9月13日  | 20點     |
| 26   | 2015年9月20日  | 21點     |
| 27   | 2015年9月27日  | 15點     |
| 28   | 2015年10月4日  | 24點     |
| 29   | 2015年10月11日 | 22點     |
| 30   | 2015年10月18日 | 24點     |
| 31   | 2015年10月25日 | 24點     |
| 32   | 2015年11月8日  | 20點     |
| 33   | 2015年11月15日 | 20點     |
| 34   | 2015年11月22日 | 24點     |
| 35   | 2015年11月29日 | 23點     |

## 獎項

### 星和無綫電視大獎2015
| 獎項                        | 獲奬單位               |
| --------------------------- | ---------------------- |
| 「我最愛TVB綜藝節目」       | Sunday靚聲王           |
| 「我最愛TVB綜藝節目主持人」 | 鄭少秋、汪明荃、林曉峰 |

### 萬千星輝頒獎典禮2015
| 獎項             | 獲奬單位               |
| ---------------- | ---------------------- |
| 「最佳節目主持」 | 鄭少秋、汪明荃、林曉峰 |

## 記事
- 2015年4月19日：由於19:30-23:00直播《第三十四屆香港電影金像獎頒獎典禮》，本節目暫停播映。
- 2015年4月26日：由於20:30-21:30播映劇集《水髮胭脂》大結局，本節目暫停播映。
- 2015年5月24日：由於20:30-22:30播映劇集《華麗轉身》兩小時大結局，本節目暫停播映。
- 2015年7月12日：由於20:30-22:30播映劇集《武則天》兩小時大結局，本節目暫停播映。
- 2015年8月9日：由於20:30-22:30播映劇集《鬼同你OT》兩小時大結局，本節目暫停播映。
- 2015年8月30日：由於20:30-22:40直播《2015香港小姐競選決賽》，本節目暫停播映。
- 2015年11月1日：由於20:30-22:30播映《星和無綫電視大獎2015》，本節目暫停播映。
- 2015年11月22日：本節目播出一小時半加長版。

## 外部連結
- 無綫電視節目網頁 - Sunday靚聲王（页面存档备份，存于）

## 電視節目的變遷
| 香港無綫電視翡翠台、高清翡翠台 星期日 21:00－22:00 時段                                                                                 | 香港無綫電視翡翠台、高清翡翠台 星期日 21:00－22:00 時段        | 香港無綫電視翡翠台、高清翡翠台 星期日 21:00－22:00 時段 |
| --- | -------------------------------------------------------------- | ------------------------------------------------------- |
| | Sunday靚聲王 （第1－9集） （2015.02.15－2015.04.12）           |                                                         |
| 絕世好狗 （2015.02.01－2015.02.08） | 第三十四屆香港電影金像獎頒獎典禮（19:30-23:00） （2015.04.19） |                                                         |
| 香港無綫電視翡翠台、高清翡翠台 星期日 20:30－21:30 時段 · 5月24日、7月12日、8月9日、30日及11月1日 暫停播映 · 2015年11月22日 20:30—22:00 |                                                                |                                                         |
| 水髮胭脂（大結局） （第21集） （2015.04.26）                                                                                            | Sunday靚聲王 （第10－35集） （2015.05.03－2015.11.29）         | 東坡家事（大結局） （第30集） （2015.12.06）            |